# Gianni Serra
Gianni Serra (Montichiari, 14 de diciembre de 1933 – Roma, 3 de septiembre de 2020) fue un director de cine y de teatro italiano.

## Biografía
Gianni Serra estudia filosofía en el Gobierno de Milán y durante algunos años se dedicó a la pintura, ejerciendo en un taller de su primo, el pintor Ernesto Treccani, junto con otros dos jóvenes estudiantes, Ruggero Savinio y Lorenzo Tornabuoni. Juntos van a París donde Gianni Serra se acerca al cine, a petición del pintor Friedensreich Hundertwasser y Georges Franju, director, periodista, animador del cine club y cofundador de Cinémathèque Française. Hundertwasser, al comienzo de su carrera artística, quería que Serra filmara la tierra desde el cielo, para recopilar imágenes similares a las que pintaba. Georges Franju, a su vez, lo empujó a hacer películas.
Con apenas treinta años, en la década de los 50, Gianni Serra comenzó a colaborar con la RAI, en Milán, ocupándose de la dirección de varios tipos de programas, entre ellos "La fiera dei sogni" de Mike Bongiorno, Campanile tarde e La Domenica Sportiva con Enzo Tortora. Al mismo tiempo o inmediatamente después, comienza a colaborar con RT Rotocalco Televisivo de Enzo Biagi y Tv7, realizando numerosas obras como I ragazzi di Arese, inspirado en un reportaje de Anna Maria Ortese.
En 1979 dirigió La ragazza di via Millelire, un duro retrato de una chica de los suburbios turineses que se prostituye por droga. El film fue presentado en el Festival de Venecia y que suscitó una fuerte polémica por el crudo realismo representado en la presencia de numerosas blasfemias.
La miniserie Una lepre con la faccia di bambina (1988), basada en la novela homónima de Laura Conti sobre el desastre de Seveso, se emitió como una miniserie de televisión en la RAI y objeto de una pregunta parlamentaria de Roberto Formigoni porque presuntamente difamaba a la comunidad de Seveso.
Gianni Serra vivió en Roma hasta con su mujer Gioia Benelli hasta su muerte el 3 de septiembre de 2020.

## Filmografía

### Televisión
- I ragazzi di Arese (servicio de RT Rotocalco Televisivo, 1968)
- Un caso apparentemente facile (mediometraje, 1968)
- Il nero muove (Miniserie TV, 1977)
- Che fare?  (Miniserie TV, 1979)
- Progetto Atlantide (1982)
- Una lepre con la faccia di bambina (Miniserie TV, 1988)

### Cine
- Il processo Cuocolo (1969)
- La rete (1970)
- Progetto Norimberga (1971)
- Dedicato a un medico (1973)
- Uno dei tre (1973)
- Diario di un no (investigación cinematográfica producida por el PCI con motivo del referéndum sobre el divorcio, 1974)
- Fortezze vuote (1975)
- La ragazza di via Millelire (1980)

### Teatro para televisión
- Un cappello pieno di pioggia (1984)
- Specchio palese (1985)
- Casa di bambola (1986)
- La signora Morli, una e due (1991)
- La donna del mare (1993)